# Berlin Bundesplatz
Berlin Bundesplatz – stacja S-Bahn w Berlinie na liniach S41, S42 i S46, w dzielnicy Wilmersdorf, w okręgu administracyjnym Charlottenburg-Wilmersdorf.
Stacja została otwarta w 1892, a zamknięta w 1980 r. Po upadku muru stację reaktywowano w 1993 r.